# Blauer Doktorfisch

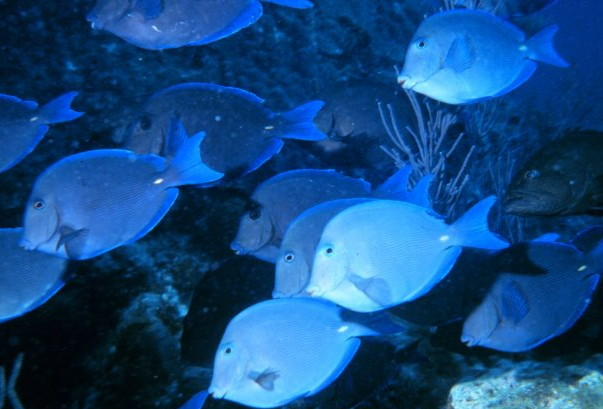
Blauer Doktorfisch (Acanthurus coeruleus)

Der Blaue Doktorfisch (Acanthurus coeruleus) ist eine Art aus der Familie der Doktorfische. Da die als Jungfische zunächst gelben Tiere später blau werden, werden sie auch Spätblaue Doktorfische genannt.

## Merkmale
Der Blaue Doktorfisch ist sehr hochrückig, seitlich abgeflacht und erreicht gewöhnlich eine Gesamtlänge von 25 cm und eine maximale Gesamtlänge von 39 cm. In dem kleinen, tief am Kopf befindlichen Maul sitzen im Oberkiefer bis zu 18 und im Unterkiefer bis zu 20 dicht zusammen stehende, spatelförmige Zähne mit gezähnten Rändern. An der Seite am Schwanzstiels befindet sich ein scharfer, skalpellartiger Dorn der in eine horizontale Rille passt. Die Rückenflosse ist ungeteilt, mit 9 Stachelstrahlen und 26 bis 28 Weichstrahlen, die Afterflosse hat 3 Stachelstrahlen und 24 bis 26 Weichstrahlen. Die Ctenoidschuppen sind klein und an den Kanten rau. Auf dem ersten Kiemenbogen sitzen 13 oder 14 Kiemenreusendornen. Der Magen ist dünnwandig.
Von den Doktorfischen im Westatlantik ist der Blaue Doktorfisch am auffälligsten gefärbt. Die Art ist blau bis violettgrau, am Körper entlang laufen graue Längslinien. Rücken- und Afterflossen sind blau mit schmalen, schräg laufenden orangebraunen Bändern. Der Hülle des Dorns am Schwanzstiel ist weiß. Jungtiere sind leuchtend gelb.

## Verbreitung
Der Blaue Doktorfisch lebt im Westatlantik bei den Bermudas und vom Bundesstaat New York südlich bis Rio de Janeiro. Im Golf von Mexiko ist er selten, nördlich von Florida nicht häufig. Vom östlichen Atlantik gibt es Berichte über Vorkommen bei der Insel Ascension.

## Lebensraum und Lebensweise
Die Tiere leben in flachem, küstennahem Wasser an Korallenriffen, in felsigen Gebieten und über Seegraswiesen. Sie sind hauptsächlich tagaktiv und ernähren sich fast ausschließlich von benthischen Algen, gelegentlich wird auch Seegras gefressen. Im Verdauungstrakt findet sich relativ wenig Sand und anderes
anorganisches Material. Blaue Doktorfische bilden kleine Gruppen, manchmal fressen sie auch mit Ozean-Doktorfischen und/oder Streifen-Doktorfischen. Bei der Fernando de Noronha Inselgruppe im südwestlichen Atlantik beteiligen sich Jungfische an Putzerstationen und weiden Grüne Meeresschildkröten ab. Zur Laichzeit versammelt sich die Art am späten Nachmittag nach der Flut.

## Nutzung
In Teilen seines Verbreitungsgebiets wird die Art als Speisefisch für den Eigenbedarf mit Fallen und Kiemennetzen gefangen, gelegentlich auch gespeert. Sie ist auch Bestandteil des Aquarienhandels. Das „Skalpell“ auf beiden Seiten des Schwanzstiels kann schmerzhafte Wunden verursachen.

## Sonstiges

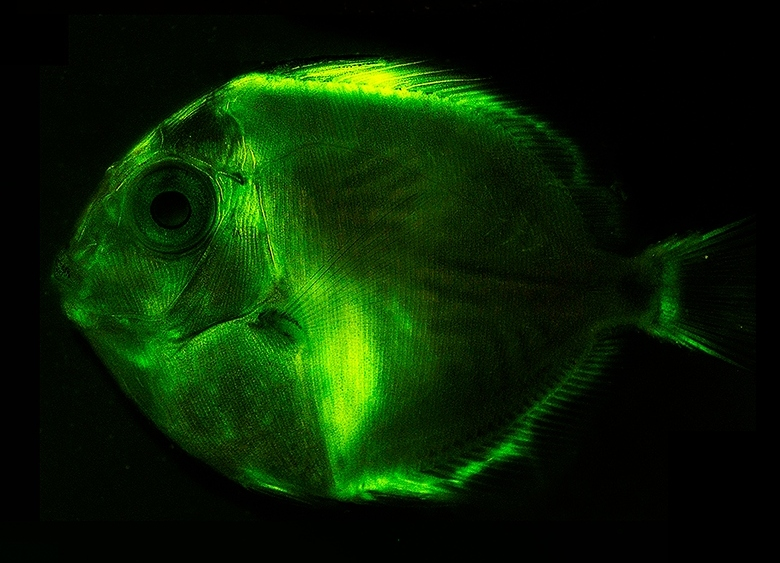
Biolumineszenz beim Blauen Doktorfisch

Blaue Doktorfische zählen zu den über 180 Fischarten, bei denen Biolumineszenz nachgewiesen werden konnte.